# Arboretum d'Entrebin
L'arboretum d'Entrebin, officiellement Lo parque d'Euntrebeun (en valdôtain), se situe à la localité du même nom, sur la colline d'Aoste, à une altitude de 971 mètres.

## Description
La zone où se trouve l'arboretum d'Entrebin appartient à la commune d'Aoste depuis 1929, lorsqu'elle a été achetée pour fournir l'eau à l'aqueduc urbain.
Une importante œuvre d'aménagement du bois est entamée à partir de 1999, ayant pour but d'atteindre plus de 200 espèces végétales. Une rochère (jardin des roches) est également présente.
Une chapelle restaurée par le groupe local des Alpins et deux habitations sont les seuls bâtiments situés dans l'arboretum.
Les sentiers principaux sont équipés d'illumination.